# 佩里鎮區 (印地安納州范德堡縣)
佩里鎮區（英語：Perry Township）是位於美國印地安納州范德堡縣的一個行政鎮區。

## 地方資料
根據2010年美國人口普查的數據，佩里鎮區的面積為73.10平方千米，當中陸地面積為71.90平方千米，而水域面積為1.20平方千米。當地共有人口67945人，而人口密度為每平方千米929.48人。